# Света Петка Нова (Пловдив)
Вижте пояснителната страница за други значения на Света Петка.
„Света Петка Нова“ е български православен храм в Пловдив, осветен през 1888 г. Разположен е в централната част на града на булевард „Княгиня Мария-Луиза“, в непосредствена близост до римокатолическата катедрала „Свети Лудвиг“. Празникът на енорийския храм е 14 октомври, когато се почита паметта на Преподобна Петка Българска, живяла през X – XI век.

## Архитектура
Под съвременната сграда е открита късноантична църква с мраморен под.
Църквата е проектирана по възрожденски модел и представлява трикорабна псевдобазилика. При градежа на храма участва целият тогавашен градски елит. Архитект на „Света Петка Нова“ е Димитър Наумов. Външната декорация на сградата е скромна, а източната част е с триъгълен фронтон и полукръгла апсида. Две десетилития след строежа си, църквата се доизгражда под ръководството на пловдивския архитект Йосиф Шнитер. Най-внушителна е камбанарията с големите си размери, която е авторско копие на кулата звънарница на катедралата „Света Богородица“. Иконостасът, амвонът и владишкият трон са дело на майстор Петър Кушлев от Широка Лъка, а иконите – на пловдивския майстор Петър Джамджиев.
На 1 май 1970 г. в църквата избухва пожар, който нанася сериозни щети на купола и част от покрива на средния кораб. Следва възстановяване и издигане на нов купол. Фасадата е украсена с плочи от бигор, а стенописите са дело на синодални художници. Храмът е осветен за втори път през 1977 г. от митрополит Варлаам Пловдивски.
През 2017 година към църквата е изграден параклис в чест на свети Спиридон. Той се намира в някогашния южен притвор на храма.